# ネバー・ダイ・アローン
ネバー・ダイ・アローン（英語: Never Die Alone）は、ドナルド・ゴインズの同名小説を基にした、2004年の映画。R-15指定。

## 概要
あるギャングの成功と死を描くクライムサスペンス。主演のDMXの映画製作会社であるブラッドライン・フィルムズが製作する、初めての劇場用長編作品。

## ストーリー
麻薬ビジネスで成功し、巨額の富を手にしたが、殺されてしまったドラッグ・ディーラー“キング・デビッド”。しかし、彼は一人で死んだわけではなかった。彼は死ぬ前に、新進のジャーナリストのポールに音声テープを残していた。彼はそのテープを記事にしようとするが、ギャングのボス、ムーンが彼を殺そうと部下を仕掛けてきて…

## キャスト
- キング・デイビッド…DMX(山路和弘)
- ポール…デイビッド・アークエット(宮本 充)

- マイク…マイケル・イーリー(小森創介)
- ムーン…クリフトン・パウエル(岩崎ひろし）
- ジャネット…ジェニファー・スカイ（山田美穂）
- ワニータ…リーガン・ゴメス＝プレストン（内川藍維）
- ジャスパー…ルーネル・キャンベル（寺内よりえ）
- エドナ…キーシャ・シャープ（木下紗華）
- ロッキー…トム・“タイニー”・リスター・Jr.（廣田行生）
- ワトキンス…アート・エヴァンス（秋元羊介）
- ナンシー…アイシャ・タイラー（深水由美）
- ブルー…アントワン・タナー（武藤正史）
- レッド…ビッグ・ダディ・ウェイン（駒谷昌男）
- ワニータの母…ミシェル・シャイ（すずき紀子）